# ناحیه جنوا، شهرستان دیکلب، ایلینوی
ناحیه جنوا (به انگلیسی: Genoa Township) یک منطقهٔ مسکونی در ایالات متحده آمریکا است که در شهرستان دیکلب واقع شده‌است. ناحیه جنوا ۲۵۳ متر بالاتر از سطح دریا واقع شده‌است.